# Classe Vilun
La classe Vilun o classe Machanu fu una classe di sommergibili della Marina militare thailandese, composta da quattro unità entrate in servizio tra il 1937 e il 1938. Con la loro immissione in servizio, la Thailandia divenne la terza nazione asiatica a schierare una forza sommergibilistica.
Piccole unità costiere costruite nei cantieri giapponesi, i Vilun furono impiegati operativamente dalla Marina thailandese nel corso della guerra franco-thailandese e della seconda guerra mondiale, ma senza far registrare alcun evento bellico di rilievo. Dopo i fatti della ribellione del Manhattan del giugno 1951 (un fallito tentativo di colpo di Stato condotto da alcuni alti ufficiali della Marina), il corpo sommergibilistico thailandese venne sciolto e tutti i battelli classe Vilun vennero radiati e avviati alla demolizione.

## Caratteristiche

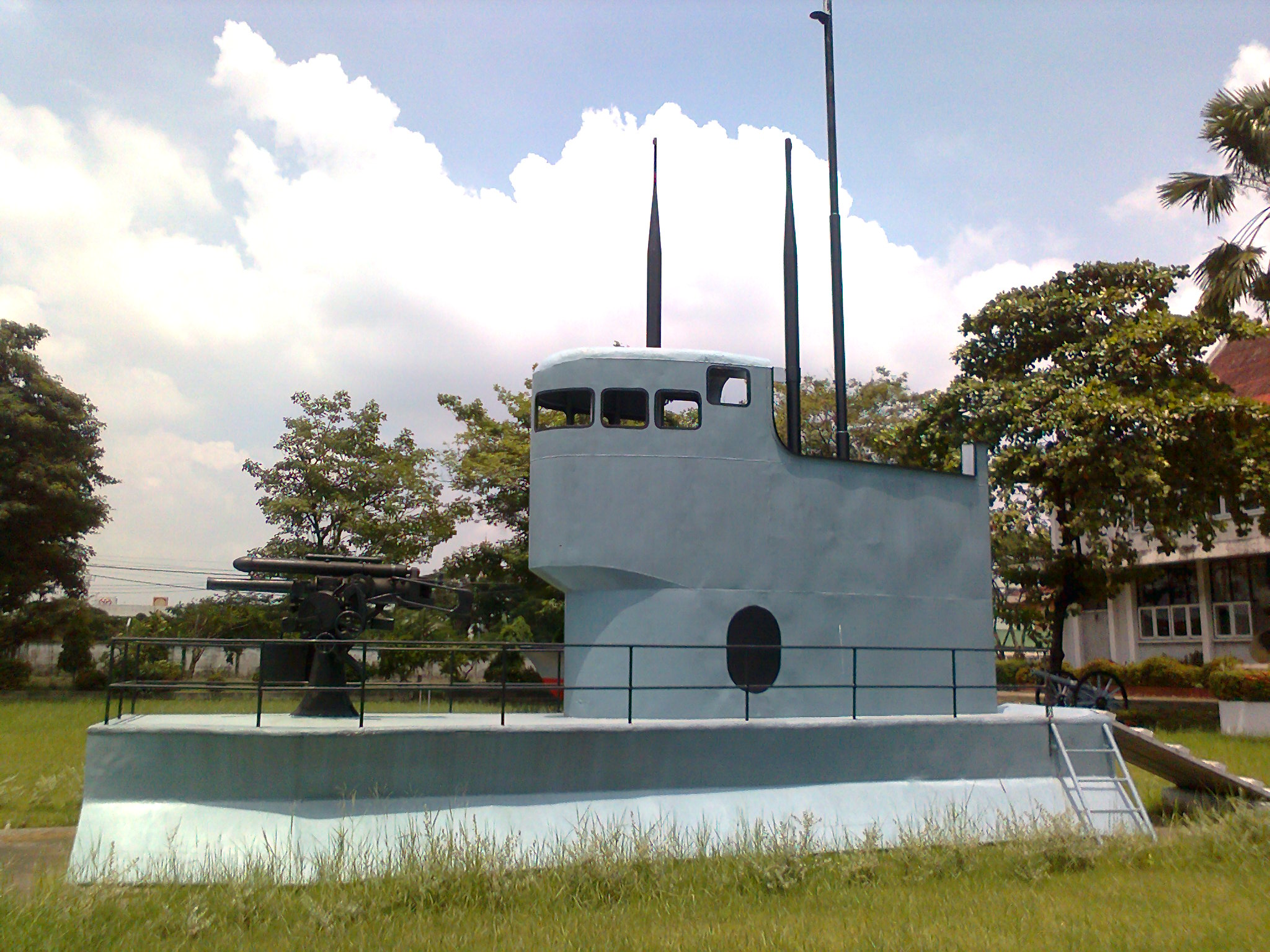
La torre di comando e il cannone del Machanu, preservati dopo lo smantellamento dell'unità nel 1951 e in mostra al museo navale di Samut Prakan

Tra il 1931 e il 1933 il Regno del Siam (Regno di Thailandia dal 1939) avviò un progetto di riorganizzazione delle sue forze navali, considerate come efficienti e bene addestrate ma fino ad allora poste in posizione secondaria rispetto all'esercito. A questo piano di riorganizzazione seguì l'approvazione, nel 1935, di un programma di costruzione di nuove unità navali del valore di 18 milioni di baht dell'epoca, al fine di ampliare la flotta sia sotto il profilo qualitativo che quantitativo: il piano, piuttosto vasto considerando le dimensioni del paese, previde l'acquisizione di un nucleo di unità anche di grosso tonnellaggio come corazzate costiere e incrociatori. Tradizionalmente un cliente delle industrie navali britanniche, per il suo programma di espansione degli anni 1930 il governo di Bangkok decise di rivolgersi piuttosto alla cantieristica dell'Impero giapponese e del Regno d'Italia: dai cantieri giapponesi furono acquistate le due corazzate classe Sri Ayuthia, le tre torpediniere classe Kantang e i due avvisi-scorta classe Tachin, mentre ai Cantieri Riuniti dell'Adriatico di Trieste furono ordinate le nove torpediniere classe Trad e i due grossi posamine classe Bangrachan, oltre ai mai consegnati incrociatori classe Taksin.
Il piano di costruzioni navali previde anche l'acquisizione di un nucleo di sommergibili, e un contratto venne siglato alla fine del 1935 con la ditta giapponese Mitsubishi Heavy Industries per la realizzazione di quattro piccoli battelli costieri, impostati a coppie nei cantieri di Kōbe nell'aprile e nell'ottobre 1936 e consegnati alla Marina thailandese tra la fine del 1937 e l'inizio del 1938; un ampliamento del programma di costruzioni approvato nel 1938 previde l'ordine di ulteriori quattro sommergibili della stessa classe, rimasto poi lettera morta a seguito dello scoppio della seconda guerra mondiale. Con l'entrata in servizio dei sommergibili classe Vilun, il Regno del Siam/Thailandia fu la terza nazione asiatica a schierare una forza subacquea militare dopo l'Impero ottomano e l'Impero giapponese.
I Vilun erano battelli monoscafo basati sul progetto dei battelli francesi tipo Schneider-Laubeuf degli anni 1920-1930. Lo scafo presentava una lunghezza fuori tutto di 51 metri, una larghezza massima di 4,11 metri e un pescaggio di 3,65 metri; il dislocamento in emersione si aggirava sulle 370 tonnellate, cifra che saliva a 430 tonnellate con il battello in immersione. L'equipaggio ammontava a 24 tra ufficiali e marinai.
La propulsione era di tipo convenzionale, con due motori diesel dalla potenza di 1 000 hp (750 kW) per la navigazione in emersione e due motori elettrici da 540 hp (400 kW) per la navigazione subacquea, azionanti altrettanti alberi motore. La velocità massima si attestava sui 14,5 nodi con il battello in emersione, scendendo a 8 nodi quando l'unità procedeva in immersione. L'autonomia si aggirava sulle 3 000 miglia nautiche in emersione alla velocità di crociera di 10 nodi.
L'armamento di artiglieria verteva su un cannone da 76/40 mm per il combattimento di superficie, collocato sul ponte davanti alla torre di comando, mentre la protezione antiaerea era data solo da una mitragliatrice calibro 13,2 mm. L'armamento silurante, piuttosto pesante per unità di queste dimensioni, si basava invece su cinque tubi lanciasiluri da 533 mm, di cui quattro fissi a prua e uno rivolto verso poppa, con sette siluri in totale.

## Unità
Tutte le unità furono realizzate nei cantieri della Mitsubishi di Kobe in Giappone.
| Nome                 | Impostazione | Varo             | Entrata in servizio | Destino finale                         |
| -------------------- | ------------ | ---------------- | ------------------- | -------------------------------------- |
| Vilun (วิรุณ)          | aprile 1936  | 24 dicembre 1936 | settembre 1937      | radiato dal servizio nel novembre 1951 |
| Machanu (มัจฉาณุ)      | aprile 1936  | 24 dicembre 1936 | settembre 1937      | radiato dal servizio nel novembre 1951 |
| Sinsamudar (สินสมุทร)  | ottobre 1936 | 14 maggio 1937   | 1938                | radiato dal servizio nel novembre 1951 |
| Blajunbol (พลายชุมพล) | ottobre 1936 | 14 maggio 1937   | 1938                | radiato dal servizio nel novembre 1951 |